# 绝对伏特加
絕對伏特加（瑞典語：Absolut Vodka），是瑞典品牌的伏特加。
在瑞典南部的奧胡斯附近生產，2008年時，原本擁有絕對伏特加的瑞典政府，將它售予法國企業保樂利加。
絕對伏特加最早在1879年由企業家拉爾斯·奧爾森·史密斯創建，是全世界第三大烈酒品牌，僅次於百加得和思美洛，共銷售於126個國家，以美國為其最大銷售市場。

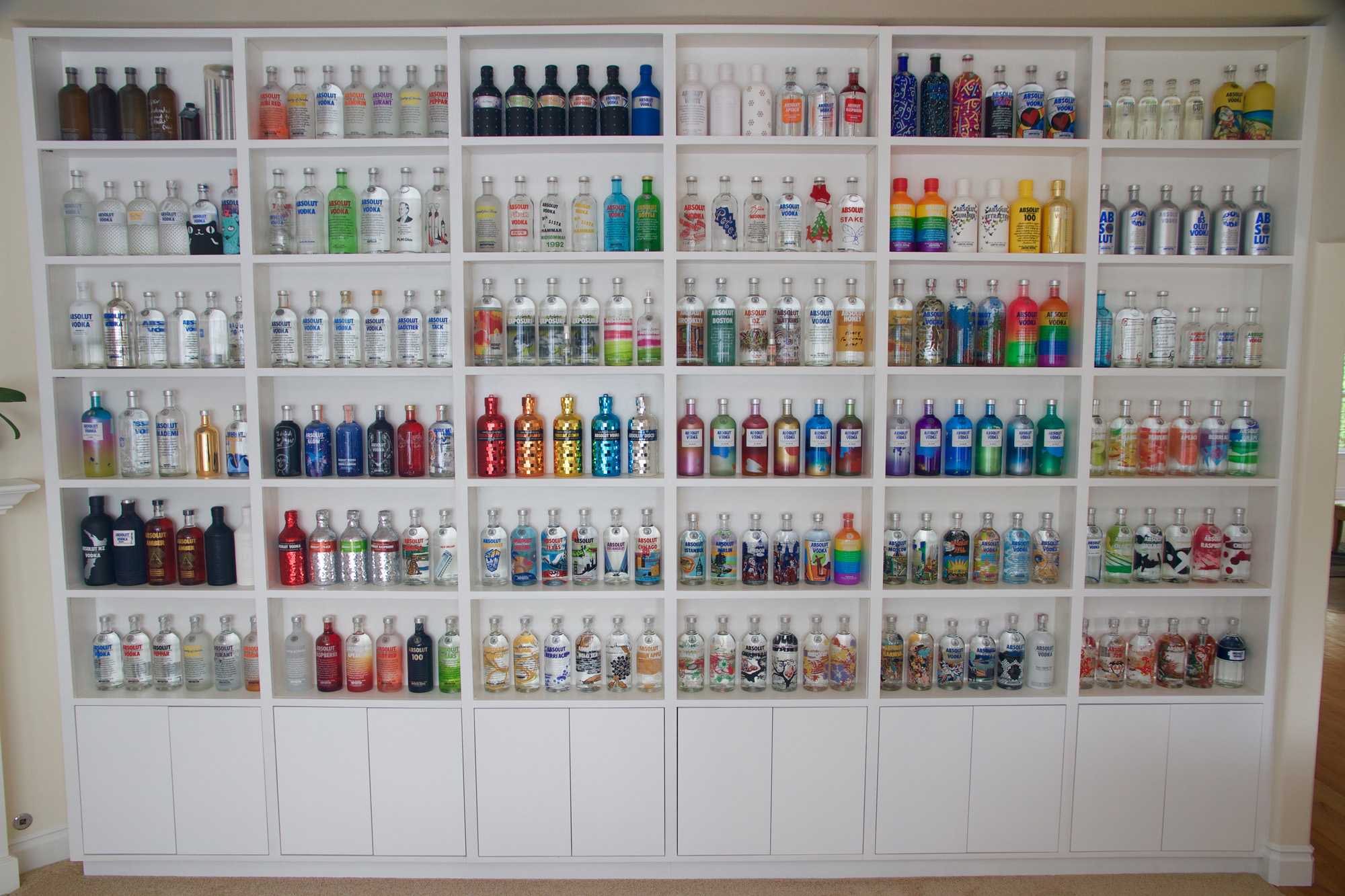
各種口味的絕對伏特加

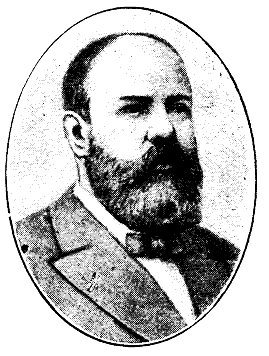
拉爾斯·奧爾森·史密斯

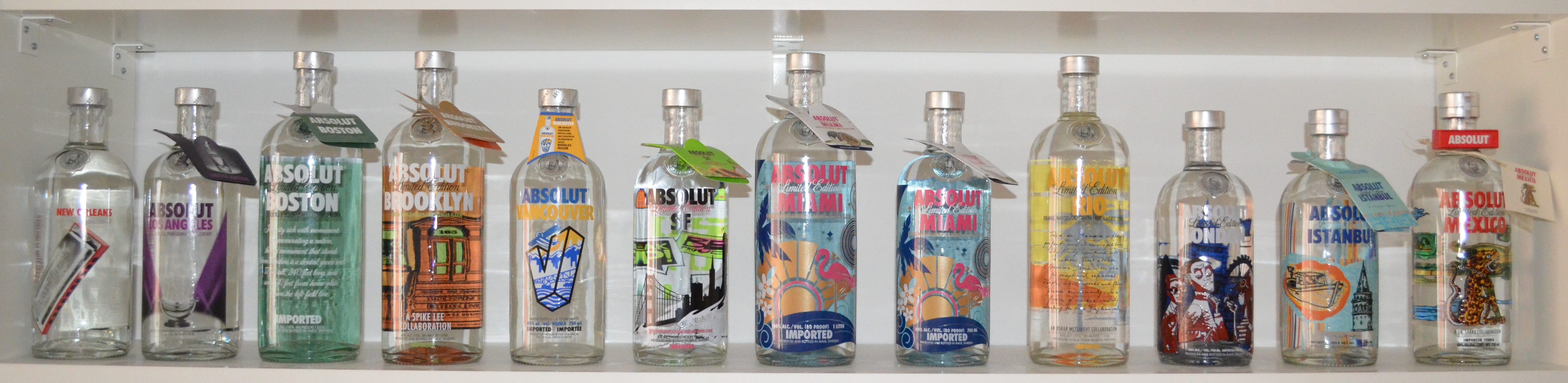
各種口味的絕對伏特加